# Bezrzecze (powiat policki)

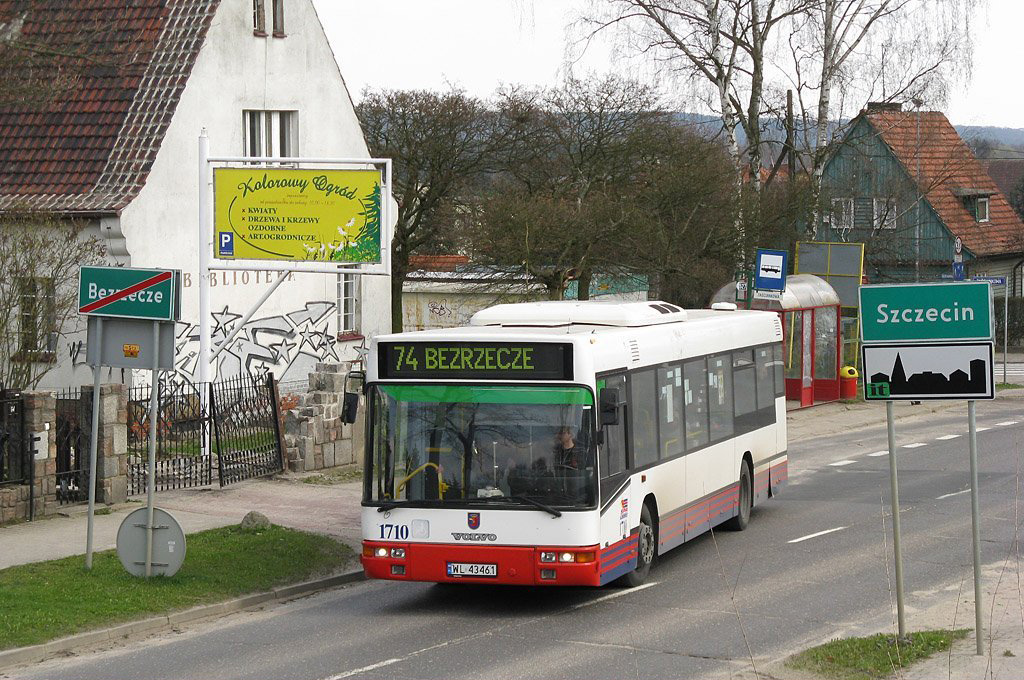
Granica administracyjna pomiędzy Bezrzeczem – dzielnicą Szczecina, a wsią Bezrzecze przecina ul. Koralową

Bezrzecze (do 1945 niem. Brunn, 1945-1946 Broń; alt. pol. Bezrzecze Górne) – osada w północno-zachodniej Polsce położona w województwie zachodniopomorskim, w powiecie polickim, w gminie Dobra (Szczecińska).
Według danych urzędu gminy z 31 grudnia 2016 osada miała 4408 mieszkańców.
Sołectwo Bezrzecze obejmuje jedynie osadę Bezrzecze.
Sąsiaduje z zachodnimi osiedlami Szczecina: Bezrzecze i Krzekowo. Położone jest w odległości ok. 7 km od granicy polsko-niemieckiej.
Gromadę Bezrzecze podzielono w 1954 roku, kiedy to Bezrzecze Dolne włączono do Szczecina, a Bezrzecze Górne włączono do gromady Dobra.

## Geografia
Leży na szczycie (kulminacja na wysokości 67,8 m n.p.m.) i zboczach wału morenowego, tzw. Wału Bezleśnego, rozciągającego się na przestrzeni kilkunastu kilometrów – od Bezrzecza do brzegu Odry w Siadle Dolnym.
Z osiedla wypływa rzeczka Bukowa, nad którą archeolodzy stwierdzili występowanie osadnictwa ludzkiego już od neolitu.
Miejscowość założona na planie ulicówki. Zabudowa wsi niska – w większości współczesne budownictwo jednorodzinne. Głównymi ulicami są Koralowa i Górna. Komunikację zapewniają linie autobusowe 222, 225 i 227 (dzienne) oraz 527 i 535 (nocne).

## Historia

### Najwcześniejsze dzieje
Pierwsza wzmianka źródłowa o wsi Beseritz, tj. Bezrzecze, a więc miejscu gdzie nie ma rzeki pochodzi z roku 1260. 27 września 1266 książę Barnim przekazał fundacji mariackiej ze Szczecina wieś Bezrzecze (villae Brunnek) oraz połowę wsi Głębokie (medietatis ville Glambek). Kolejna wzmianka pochodzi z 15 lutego 1271 (należąca do Dietricha von Salzwedela wieś Brunnecke), następna zaś z 1277 w postaci Brunne jest już pochodzenia niemieckiego oznaczającą „studnię”, zagłębienie pomiędzy dwoma niewielkimi wzniesieniami. Zarządzeniem biskupa kamieńskiego Hermanna v. Gleichen wieś Bezrzecze należała od 1286 do uposażenia fundacji mariackiej w Szczecinie. Wzmiankowana w II połowie XIII wieku, a najstarszy zachowany wpis w księgach szczecińskiego kościoła mariackiego pochodzi z 1336 roku. W średniowieczu była jednocześnie wsią kościelną i lennem rycerskim.
W 1480 r. książę Bogusław X, po sekularyzacji klasztorów, oddał wieś na własność rycerzowi Henningowi Lindstedt. Wieś często zmieniała właścicieli. W 1527 r. przypadła Vivigenzowi I von Eickstedt, który otrzymał także puste tereny na Głębokim oraz część jeziora Głębokie. W 1589 r. wieś kupił kanclerz książęcy Otto von Ramin auf Krackow. W rękach tego rodu Bezrzecze znajdowało się aż do końca XIX w.

### Okres pruski i niemiecki
W 1828 r. zostało wpisane do matrykuły majątków rycerskich. Majątek ten składał się z folwarku Hammestall – owczarni i fermy gęsi (pozostałością folwarku są zabudowania leśniczówki Owczary) oraz folwarku Stangenhorst (obecnie Żółtew). Majątek wraz z lasem i folwarkami zajmował 4592 morgi (od 1816 na Pomorzu 1 morga = 0,393 ha). Gleba w majątku była I, II i III klasy, uprawiano tu pszenicę, żyto, owies, fasolę, wykę, koniczynę i łubin. Dobrze była prowadzona gospodarka leśna, co sto lat zmieniano drzewostan, rosły tu brzozy, olchy i sosny, dawniej były tu także buki i dęby. W 1776 r. do Bezrzecza został dołączony, należący wcześniej do Stołczyna, las zwany Gunnitz. Niedaleko jeziora Głębokiego znajdowała się cegielnia majątku, w której wypalano 140 tysięcy cegieł rocznie. Majątek sprzedawał też surowce takie jak margiel, glinka i torf. Do majątku Bezrzecze należała też wieś, w której od bardzo dawna było czterech właścicieli, każdy z nich miał po 120 mórg. Ogólna powierzchnia wsi wynosiła 480 mórg. Gleba we wsi była słabej i średniej klasy; uprawiano owies, pszenicę i ziemniaki.
Od 1828 r. Bezrzecze było własnością rodziny Ramin, którzy władali nim na prawach majątku rycerskiego. W 1848 r. właścicielem jednej części Bezrzecza był Juliusz Corwin Wierzbicki. Cześć tę oddano w dzierżawę, ponieważ majątek był bardzo zadłużony i nie przynosił dochodu.

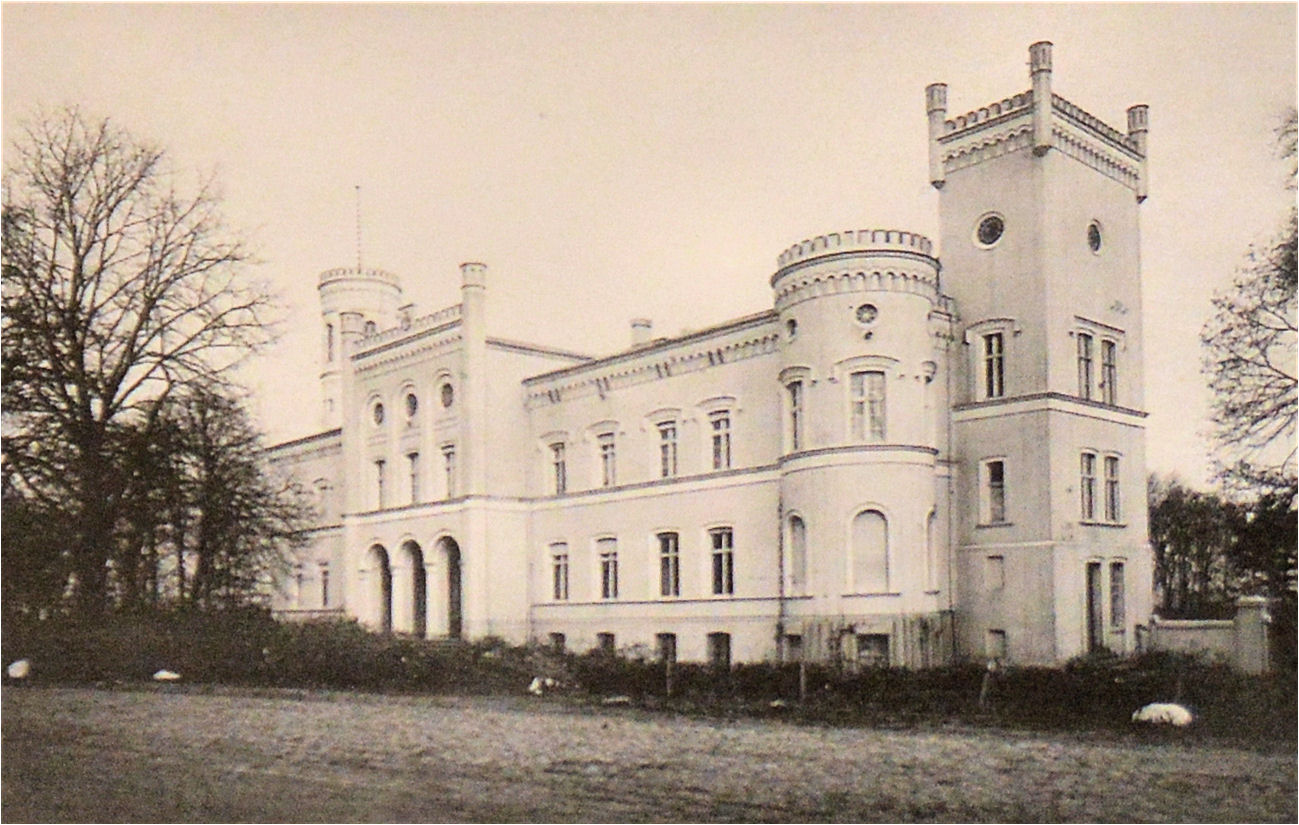
Nieistniejący już pałac w Bezrzeczu

W latach 1875–1880 właściciel majątku – radca rządowy Otto Friedrich Gebhard von Ramin (1815–1882) wybudował na skraju wsi swą okazałą siedzibę – pałac w stylu angielskiego neogotyku (dwukondygnacyjny, dwuwieżowy, jedenastoosiowy). Pałac obecnie nie istnieje.
Pod koniec XIX wieku wieś rozbudowała się. Było tu 20 domów mieszkalnych, liczba mieszkańców w 1894 r. wynosiła 260, wyznania ewangelickiego, ale było wśród nich także 6 Żydów. Wieś i majątek należały do parafii w Wołczkowie. Była tu jedna szkoła podstawowa dla 35 dzieci. Tuż obok wsi wybudowano, należący do garnizonu wojskowego w Krzekowie olbrzymi plac ćwiczeń.
W okresie międzywojennym na Bezrzeczu rozpoczęto budowę domków jednorodzinnych o charakterze willowym. Osiedle dzieli się na dwie części: zachodnią, zwaną Bezrzeczem Górnym – dawna historyczna wieś podmiejska o średniowiecznym rodowodzie, powstała w okresie międzywojennym, oraz wschodnią, zwaną Bezrzeczem Dolnym, której budowa rozpoczęła się w okresie powojennym.

### Okres po II wojnie światowej
W trakcie II wojny światowej wieś nie ucierpiała, została zajęta 26 kwietnia 1945 r. przez wojska radzieckie (2 Front Białoruski – 2 Armia Uderzeniowa) i przekazana administracji polskiej 4 października 1945 r. W lasach przy drodze do Wąwelnicy do 1993 roku znajdowała się jednostka PGW Armii Radzieckiej.
Nazwa Zdrój (będąca jednym ze znaczeń niemieckiego słowa Brunn) była nazwą przejściową wsi w 1945 r.
Na bazie zabudowań przypałacowego folwarku po 1945 powstał tu PGR (zlikwidowany w 1992), a w 1946 roku pierwsza polska szkoła, której założycielami byli Grzegorz i Weronika Dowlaszowie. W II poł. XX wieku mieszkały tu rodziny trudniące się rolnictwem oraz pracownicy pobliskiego Szczecina. Od lat 90. XX wieku wieś ulega urbanizacji i zmienia się w osiedle o charakterze podmiejskim. W Bezrzeczu znajduje się szkoła podstawowa.

### Przynależność polityczno-administracyjna
- 1815–1866: Związek Niemiecki, Królestwo Prus, prowincja Pomorze, rejencja szczecińska, powiat Randow
- 1866–1871: Związek Północnoniemiecki, Królestwo Prus, prowincja Pomorze, rejencja szczecińska, powiat Randow
- 1871–1918: Cesarstwo Niemieckie, Królestwo Prus, prowincja Pomorze, rejencja szczecińska, powiat Randow
- 1919–1933: Rzesza Niemiecka (Republika Weimarska), kraj związkowy Prusy, prowincja Pomorze, rejencja szczecińska, powiat Randow
- 1933–1939: III Rzesza, prowincja Pomorze, rejencja szczecińska, powiat Randow
- 1939–1945: III Rzesza, prowincja Pomorze, rejencja szczecińska, Wielkie Miasto Szczecin
- 1945–1952: Rzeczpospolita Polska (Polska Ludowa), województwo szczecińskie, powiat szczeciński
- 1952–1975: Polska Rzeczpospolita Ludowa, województwo szczecińskie, powiat szczeciński
- 1975-1998: Polska, województwo szczecińskie
- 1999 – teraz: Polska, województwo zachodniopomorskie, powiat policki, gmina Dobra

## Zabytki
- orientowany kościół XV-wieczny wraz z cmentarzem (wpisany do rejestru zabytków pod numerem 503)[20], przebudowany w XIX wieku, pw. Maryi Królowej Różańca Świętego[21] zbudowany z kamieni narzutowych z ostrołukowym portalem z gotyckiej cegły w południowej ścianie.
- park pałacowy (wpisany do rejestru zabytków pod numerem 864) w północnej części Bezrzecza[20]

## Demografia
Ogólna liczba mieszkańców
- 1894 – 260 mieszkańców[potrzebny przypis].
- 1925 – 244 mieszkańców[22]
- 1933 – 249 mieszkańców[22]
- 1939 – 1217 mieszkańców[22]
- 1980 – 800 mieszkańców[potrzebny przypis].
- 1998 – 953 mieszkańców[potrzebny przypis].
- 2003-12 – 1398 mieszkańców[23]
- 2004-12 – 1497 mieszkańców[23]
- 2005-12 – 1624 mieszkańców[23]
- 2006-12 – 1804 mieszkańców[23]
- 2007-12 – 2008 mieszkańców[23]
- 2008-06 – 2135 mieszkańców[23]
- 2016-12-31 – 4408 mieszkańców (2267 kobiet i 2141 mężczyzn)[24]
- 2020-12-31 – 5228 mieszkańców[25]
- 2021-12-31 – 6209 mieszkańców[1]